# Shannonia costalis
Shannonia costalis är en tvåvingeart som först beskrevs av Walker 1836.  Shannonia costalis ingår i släktet Shannonia och familjen kärrflugor. Inga underarter finns listade i Catalogue of Life.